# Coppa del mondo di ciclismo su strada 2004
La Coppa del mondo di ciclismo su strada 2004 fu la sedicesima ed ultima edizione della competizione internazionale della Unione Ciclistica Internazionale. Composta da dieci eventi, si tenne tra il 20 marzo ed il 16 ottobre 2004. Venne vinta dall'italiano della Quick Step-Davitamon Paolo Bettini.

## Calendario
| Data       | Evento                           | Vincitore                      | Squadra                  | Leader della Cl. mondiale |
| ---------- | -------------------------------- | ------------------------------ | ------------------------ | ------------------------- |
| 20 marzo   | Milano-Sanremo (2004)            | Óscar Freire                   | Rabobank                 | Óscar Freire              |
| 4 aprile   | Giro delle Fiandre (2004)        | Steffen Wesemann               | T-Mobile Team            | Óscar Freire              |
| 11 aprile  | Paris-Roubaix (2004)             | Magnus Bäckstedt               | Alessio-Bianchi          | Steffen Wesemann          |
| 18 aprile  | Amstel Gold Race (2004)          | Davide Rebellin                | Team Gerolsteiner        | Steffen Wesemann          |
| 25 aprile  | Liegi-Bastogne-Liegi (2004)      | Davide Rebellin                | Team Gerolsteiner        | Davide Rebellin           |
| 1º agosto  | HEW Cyclassics (2004)            | Stuart O'Grady                 | Cofidis                  | Davide Rebellin           |
| 7 agosto   | Classica di San Sebastián (2004) | Miguel Ángel Martín Perdiguero | Saunier Duval-Prodir     | Davide Rebellin           |
| 22 agosto  | Meisterschaft von Zürich (2004)  | Juan Antonio Flecha            | Fassa Bortolo            | Davide Rebellin           |
| 10 ottobre | Paris-Tours (2004)               | Erik Dekker                    | Rabobank                 | Paolo Bettini             |
| 16 ottobre | Giro di Lombardia (2004)         | Damiano Cunego                 | Saeco Macchine per Caffè | Paolo Bettini             |

## Classifiche
| Pos. | Corridore           | Squadra       | Punti |
| ---- | ------------------- | ------------- | ----- |
| 1    | Paolo Bettini       | Quick Step    | 340   |
| 2    | Davide Rebellin     | Gerolsteiner  | 327   |
| 3    | Óscar Freire        | Rabobank      | 252   |
| 4    | Erik Dekker         | Rabobank      | 251   |
| 5    | Juan Antonio Flecha | Fassa Bortolo | 140   |
| 6    | Steffen Wesemann    | T-Mobile Team | 131   |
| 7    | Peter Van Petegem   | Lotto-Domo    | 105   |
| 8    | Igor Astarloa       | Lampre        | 96    |
| 9    | Mirko Celestino     | Saeco         | 72    |
| 10   | Léon van Bon        | Lotto-Domo    | 68    |

| Pos. | Squadra                           | Punti |
| ---- | --------------------------------- | ----- |
| 1    | T-Mobile Team                     | 69    |
| 2    | Rabobank                          | 68    |
| 3    | Fassa Bortolo                     | 47    |
| 4    | Gerolsteiner                      | 47    |
| 5    | Lotto-Domo                        | 47    |
| 6    | Saeco                             | 41    |
| 7    | Quick Step-Davitamon              | 37    |
| 8    | Team CSC                          | 33    |
| 9    | US Postal Service p/b Berry Floor | 26    |